# 金磯町
金磯町（かないそちょう）は、徳島県小松島市の町名。郵便番号は773-0007。

## 地理
小松島市の中心部に位置。市街地の南東方に位置し、北から東は小松島湾に臨み、西はJR牟岐線を境として田野町に、北西は市道を隔てて横須町に接している。
芝生川が中心部を東流して小松島湾に注ぎ、河口は金磯港となっている。海岸線に沿って旧道（市道）が東西に走り、中央部を徳島県道120号徳島小松島線（旧国道55号）はほぼ南北に貫通して県南地方に通じ、商店・住宅地が増加して、市街化しつつある。
金磯港は1959年（昭和34年）、1万t岸壁の完成により鉄工団地が造成され、山本鉄工所をはじめ17の企業が進出し、海面の埋立地には日本青果包装や原木市場が立地している。
金磯町はもと海岸の干潟で、同地の豪農多田家によって新田の造成が行われ、宝暦12年、苦心の末、金磯新田村として成立した。戦前は農業が主産業であった。

### 河川
- 芝生川

### 小字
- 入江町
- 土手町
- 弁天前
- 南弁天前

## 歴史

### 金磯新田村
金磯新田村は江戸時代から明治22年の勝浦郡の村名。江戸期は金磯新田と称した。当地はもと小松島浦・田野村・芝生村・日開野村の田地囲堤外の州先（潮干潟）で、元禄年間以後の新田開発により成立。徳島藩領。
明治4年に徳島県、同年に名東県、明治9年に高知県を経て明治13年に再び徳島県に所属。

### 金磯新田
明治22年から明治32年までの間は金磯新田という大字名であった。干潟であったところを水田に造成した新田地域で、湿田が多く稲作農業が営まれた。

### 金磯
明治32年から昭和32年までの間は金磯という大字名であった。はじめ小松島村、明治40年に小松島町、昭和26年には小松島市の大字となる。
昭和21年の南海大地震により、小松島市の海岸地帯は約60cm地盤沈下し、とりわけ金磯地区は被害が大きく、元来海抜0mの地帯であるために、水田は全部海面下に沈下して全地域にわたって壊滅した。

### 現在
昭和32年より現在の小松島市の町名となる。昭和45年に小松島市田野町の一部を編入。昭和34年、小松島港拡張計画により1万t岸壁の工事が完成し、1万t級の外国貿易船を受け入れることができるようになった。

## 世帯数と人口
2022年（令和4年）7月31日現在の世帯数と人口は以下の通りである。
| 町丁   | 世帯数    | 人口    |
| ------ | --------- | ------- |
| 金磯町 | 1,189世帯 | 2,413人 |

## 小・中学校の学区
市立小・中学校に通う場合、学区は以下の通りとなる。
| 番地 | 小学校                   | 中学校                 |
| ---- | ------------------------ | ---------------------- |
| 全域 | 小松島市立南小松島小学校 | 小松島市立小松島中学校 |

## 交通

### 道路
都道府県道
- 徳島県道120号徳島小松島線

## 施設
- 弁天山公園（弁天山砲台跡）
- 金磯弁財天
- アルス製作所本社
- 横須海岸（金磯海岸）
- 山本鉄工所本社